# John Cornyn

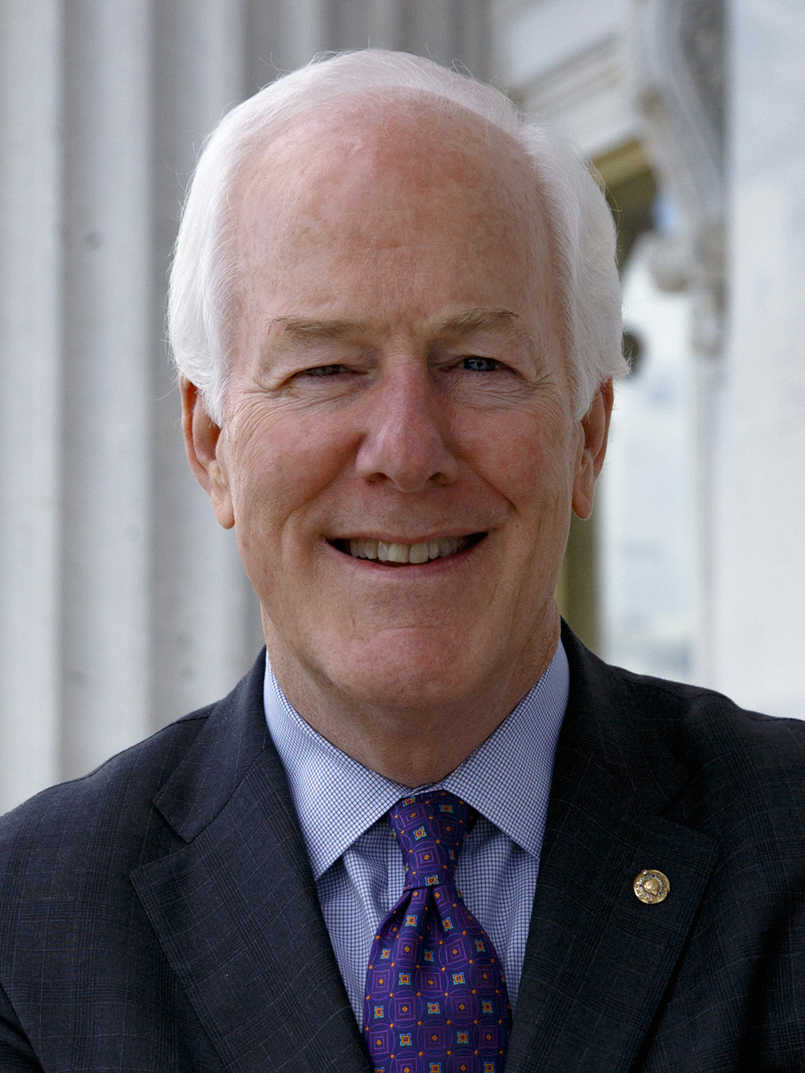
John Cornyn (2017)

John Cornyn III (* 2. Februar 1952 in Houston, Texas) ist ein US-amerikanischer Politiker der Republikanischen Partei. Seit dem 2. Dezember 2002 vertritt er den Bundesstaat Texas im US-Senat.

## Leben
Cornyn wurde in Houston als Sohn von Atholene Gale Danley und John Cornyn II. geboren. Er studierte nach seiner Schulzeit an der Trinity University, wo er 1973 graduierte. Danach besuchte er die St. Mary's University School of Law, wo er 1977 seinen Doktor erreichte. Cornyn war danach als Richter in Texas tätig. 1990 wurde er als Richter an den Supreme Court of Texas gewählt, wo er sieben Jahre tätig war. 1995 erlangte er den Master of Laws an der University of Virginia School of Law. Von 1999 bis 2002 übte er das Amt des Attorney General von Texas aus.
Am 5. November 2002 wurde Cornyn als Nachfolger von Phil Gramm zum US-Senator (Klasse 2) für Texas gewählt. Mit 54,7 Prozent der Stimmen setzte er sich gegen den ehemaligen Bürgermeister von Dallas, Ron Kirk, durch. Durch den vorzeitigen Rücktritt von Gramm konnte Cornyn sein Amt bereits einen Monat früher als üblich antreten. Nach dem sechsjährigen ersten Mandat wurde er bei der Wahl 2008 mit 54,8 Prozent der Stimmen gegen Rick Noriega wiedergewählt. Bei der Wahl 2014 erhielt Cornyn 61,6 Prozent gegen den Demokraten David Alameel. Bei den Wahlen zum Senat des 117. Kongresses konnte er sich zum insgesamt vierten Mal durchsetzen. Seine aktuelle Legislaturperiode läuft noch bis zum 3. Januar 2027.
Im Senat zählt Cornyn zum konservativen Flügel der Republikaner. Das National Journal listete sein Abstimmverhalten 2008 als das viertkonservativste im Senat. Während der Regierungszeit von Präsident George W. Bush zählte er zu dessen engsten Verbündeten im Senat. Nach der Amtsübernahme von Barack Obama wurde er zum Vorsitzenden des National Republican Senatorial Committee für die 111. Sitzungsperiode des Kongresses gewählt. Ab dem 3. Januar 2013 war er Minority Whip der republikanischen Minderheitsfraktion im Senat. Nachdem die Republikaner bei der Senatswahl 2014 die Mehrheit in dieser Kongresskammer erhalten hatten, wurde Cornyn am 3. Januar 2015 Majority Whip seiner Fraktion. In diese Position wurde Cornyn im November 2018 wegen interner Amtszeitbegrenzung der republikanischen Fraktion nicht wiedergewählt und zum Berater der Parteiführung ernannt.
John Cornyn lebt in Austin und ist mit Sandy Cornyn verheiratet. Gemeinsam haben sie zwei Kinder. Er ist Mitglied der Gemeinden Christi.